# János Molnár
János Molnár (né le 14 mai 1931 à Budapest en Hongrie et mort le 22 avril 2000 dans la même ville) est un joueur international et entraîneur de football hongrois, qui évoluait au poste d'attaquant.
Il est surtout connu pour avoir terminé meilleur buteur du championnat de Hongrie durant la saison 1958 avec 16 buts (à égalité avec le joueur Zoltán Friedmanszky).